# Ramallo (Buenos Aires)
Ramallo é uma cidade da Argentina, localizada na província de Buenos Aires.